# Tractat d'Ágreda (1162)
El Tractat d'Ágreda de 1162 fou signat el 27 de setembre entre el comte-rei Alfons el Cast i Ferran II de Lleó. Aquesta era la primera acció del jove rei catalanoaragonès en política peninsular, la qual significava una aliança entre el regne de Lleó i la Corona d'Aragó en contra del Regne de Navarra. El lleonès havia de defensar l'encara infant Alfons, el qual a canvi s'havia de casar amb la seva germana Sança. Quedava fora d'aquest pacte el regne de Castella, governat pel germà de Ferran II: Sanç III.
Tanmateix més endavant, el comte-rei va preferir canviar d'aliat optant per Castella. Va pactar amb el fill de Sanç: Alfons VIII de Castella; i es va casar amb la germanastra de Sanç: Sança de Castella. El pacte suposà l'inici de nous enfrontaments a la frontera entre Navarra i Aragó.